# Svinoústí (maják)
Maják ve Svinoústí (polsky Latarnia Morska Świnoujście, německy Leuchtturm Swinemünde) stojí v Polsku na pobřeží Baltského moře v Pomořanském zálivu ve čtvrti Warszów města Svinoústí v Západopomořanském vojvodství.
Nachází se na východní břehu průlivu Svina mezi majáky Peenemünde (asi 38 km západně v Německu) a Kikut (28 km východně). Maják je kulturní památkou zapsanou v seznamu kulturních památek Západopomořanského vojvodství pod číslem A-1390 z 26. července 1997.

## Historie
První maják byl postaven v roce 1805 na začátku vlnolamu z desek a zrcadel. V roce 1826 byla postavena nová ocelová (12,56 m) na místě bouří zničeného majáku.
S nárůstem lodní dopravy v průlivu Svina a přístavu Svinoústí bylo rozhodnuto o postavení nového majáku. V letech 1854–1857 byl postaven současný maják, který byl vybaven Fresnelovou čočkou první třídy a zdrojem bílého světla byl plamen řepkového oleje ze čtyř knotů s dosvitem 24 námořních mil. Z čtyřboké 22,8 m vysoké základny o průměru 8 m ukončené ochozem se zvedala osmiboká věž majáku, která se zužovala z průměru 5,60 m. Vlivem agresivního mořského počasí byly zdi, ale hlavně hrany věže narušeny, proto v letech 1902–1903 byla přestavěna a na osmiboké základně vyrostla nová válcová věž.
Na konci druhé světové války v důsledku bombardování přístavu spojeneckými vojsky a pozdějšími přestavbami blízkého přístavu byly narušeny zdi majáku. V roce 1959 byla provedena injektáž prasklin.
V letech 1996–2000 byla provedena generální oprava a 5. srpna 2000 byla věž zpřístupněna veřejnosti. Za dobré viditelnosti je možné z majáku vidět na západě 45 km vzdálený maják Greifswalder Oie v Německu.
V letech 1958–1997 maják sloužil zároveň jako radiomaják.
Maják je ve správě Námořního úřadu (Urząd Morski) ve Štětíně. V budovách majáku je umístěno muzeum majáků, námořní záchranné služby a námořní plavby. Maják je přístupný veřejnosti.

## Popis
Válcová věž ze žlutých neomítaných cihel je postavena na 22,8 m vysoké osmiboké základně s ochozem. Původně osmiboká věž byla v roce 1902 přestavěna na kruhovou. Věž je ukončena obloučkovou římsou. Ze severní a jižní strany jsou k věži přistavěna dvě dvoupatrová křídla zděná červenou neomítanou cihlou. Věž je ukončená ochozem a válcovou lucernou s černou střechou.
Zdroj světla s dosvitem do 24 námořních mil pro bílé světlo a 9 námořních mil pro červené světlo je ve výšce 65 m n. m. a tvořena Fresnelovou čočkou a metalohalogenovou žárovkou o výkonu 1000 W. V případě poruchy je automaticky rozsvícena druhá náhradní 1000 W žárovka. Do roku 2015 byly používány žárovky o výkonu 4200 W. Fresnelova čočka byla vysoká 2,9 m o půměru 1,8 m. Světlo není viditelné z východní strany (od města), osvětluje výsečí dopravní cestu. Na kopuli lucerny jsou instalovány směrové antény telekomunikačních operátorů.

### Data
- Výška světla byla 67,70 m n. m.
- Přerušované, sektorové světlo: červené světlo je viditelné v sektoru 029°–057°, bílé v sektoru 057°–280°[10]
- Záblesk světla v intervalu 5 sekund (4 s záblesk, 1 s pauza)

### Označení
Zdroj:
- Admirality C2668
- NGA 6116
- ARLHS POL-019

## Galerie

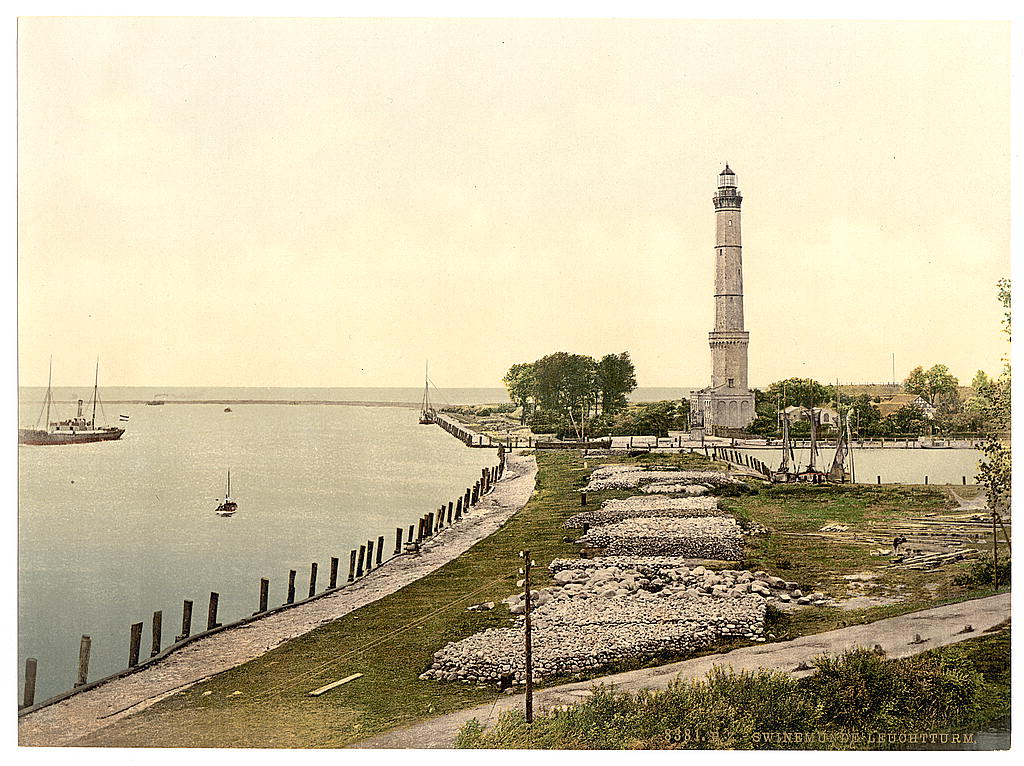
Pohlednice z období 1890–1900
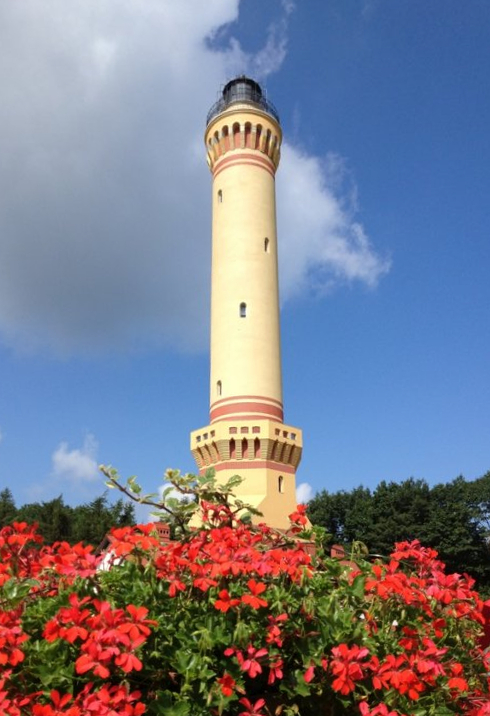
Maják v roce 2013
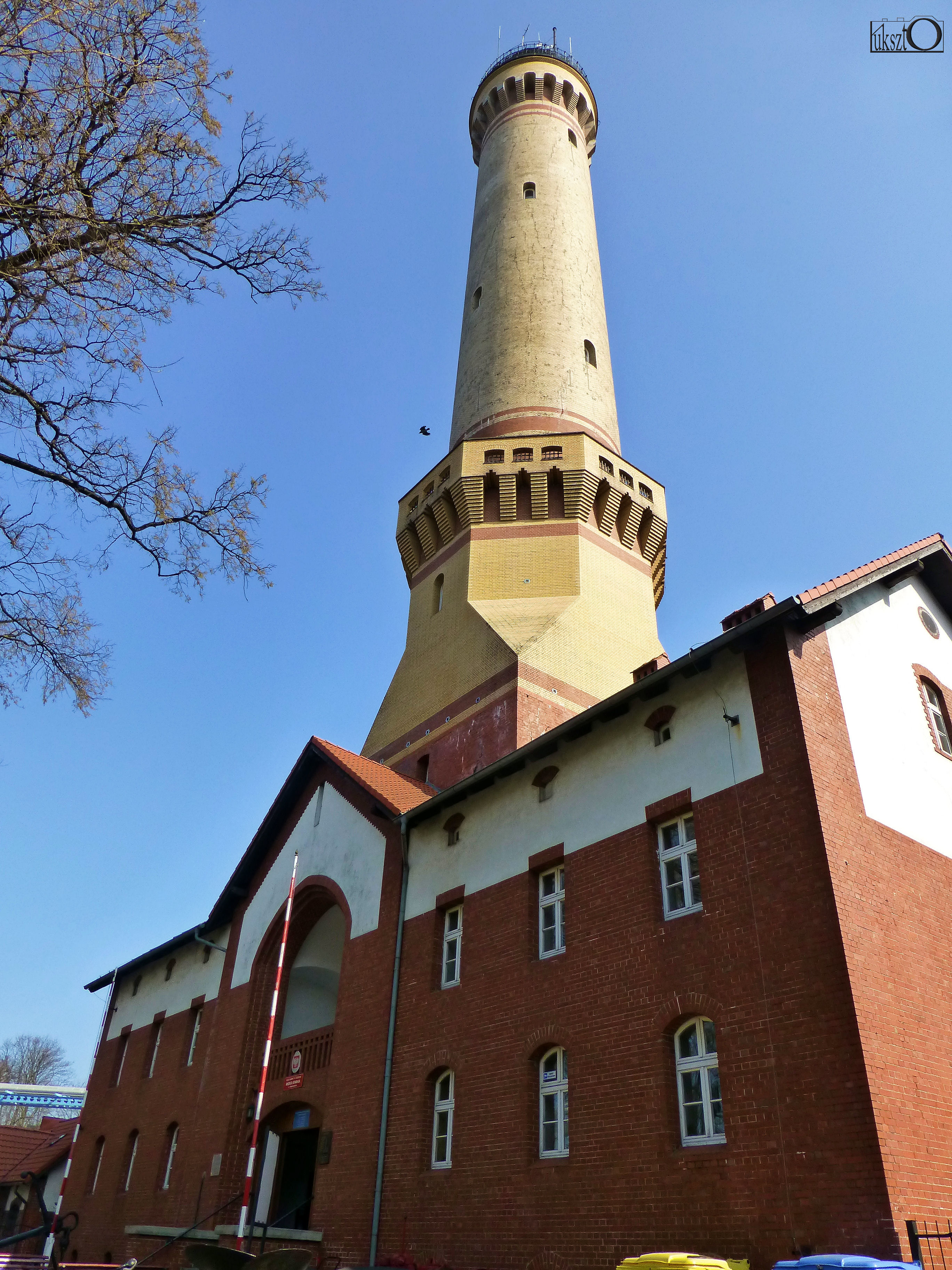
Celkový pohled na maják
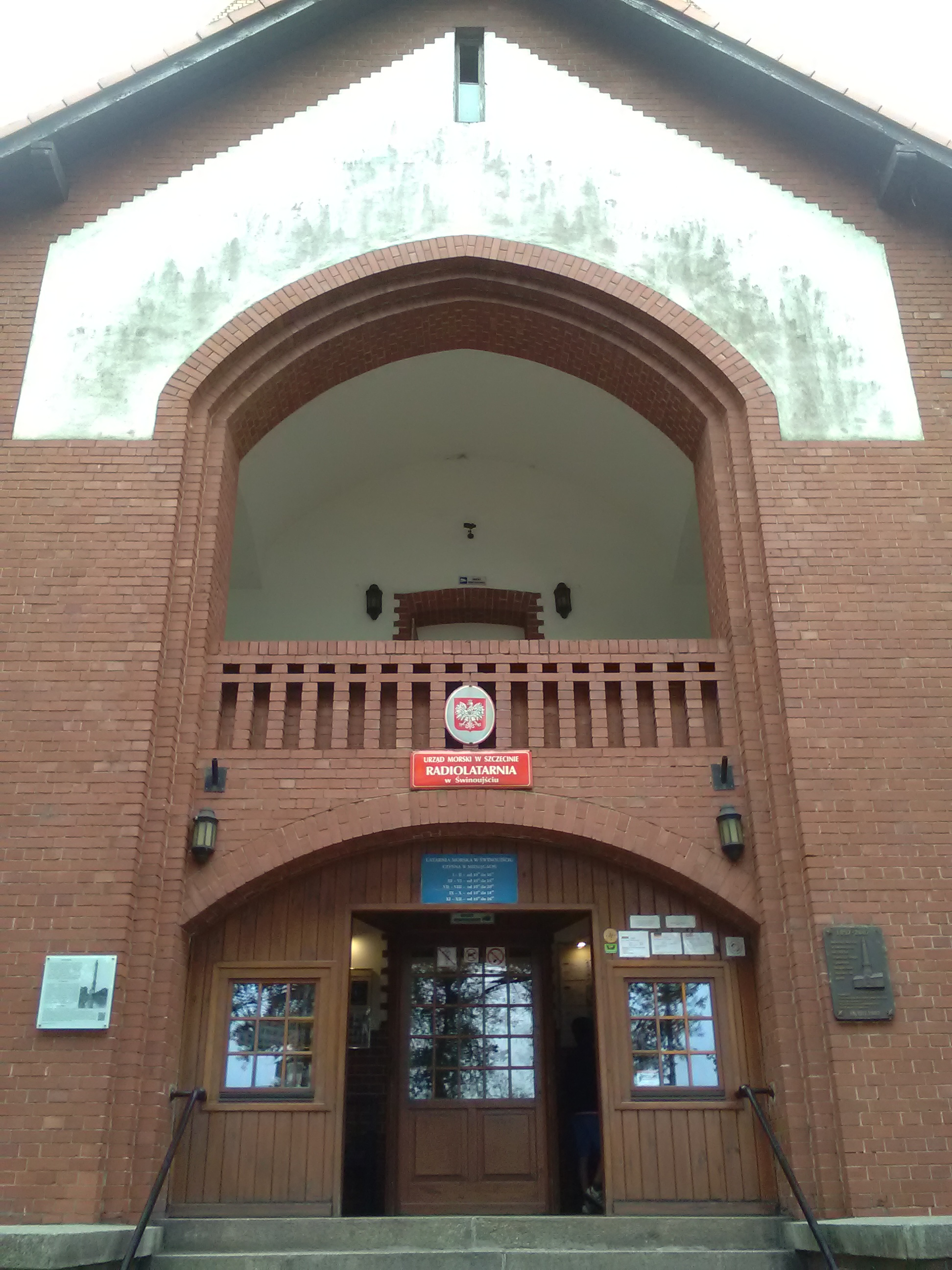
Vchod
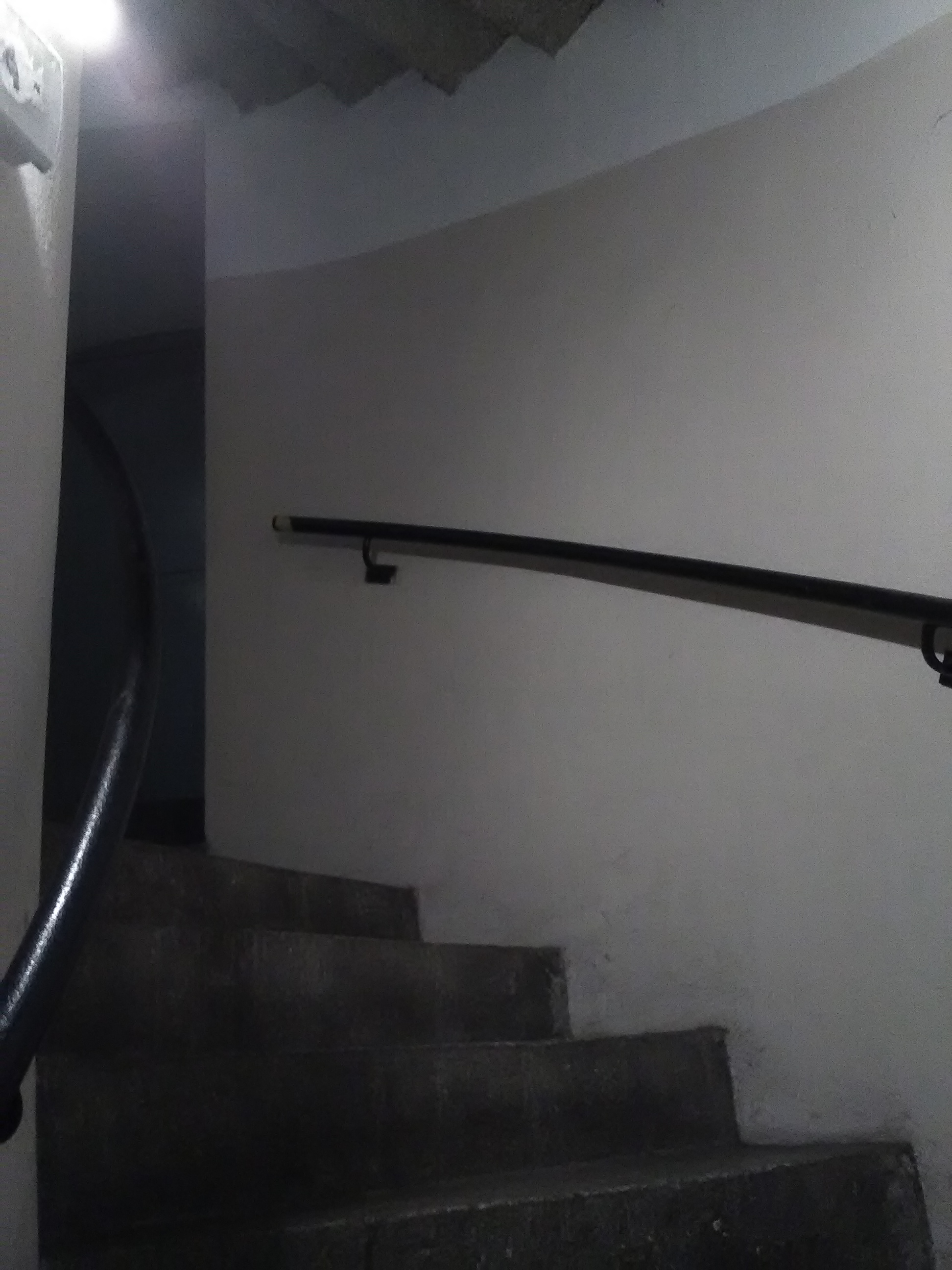
Schodiště
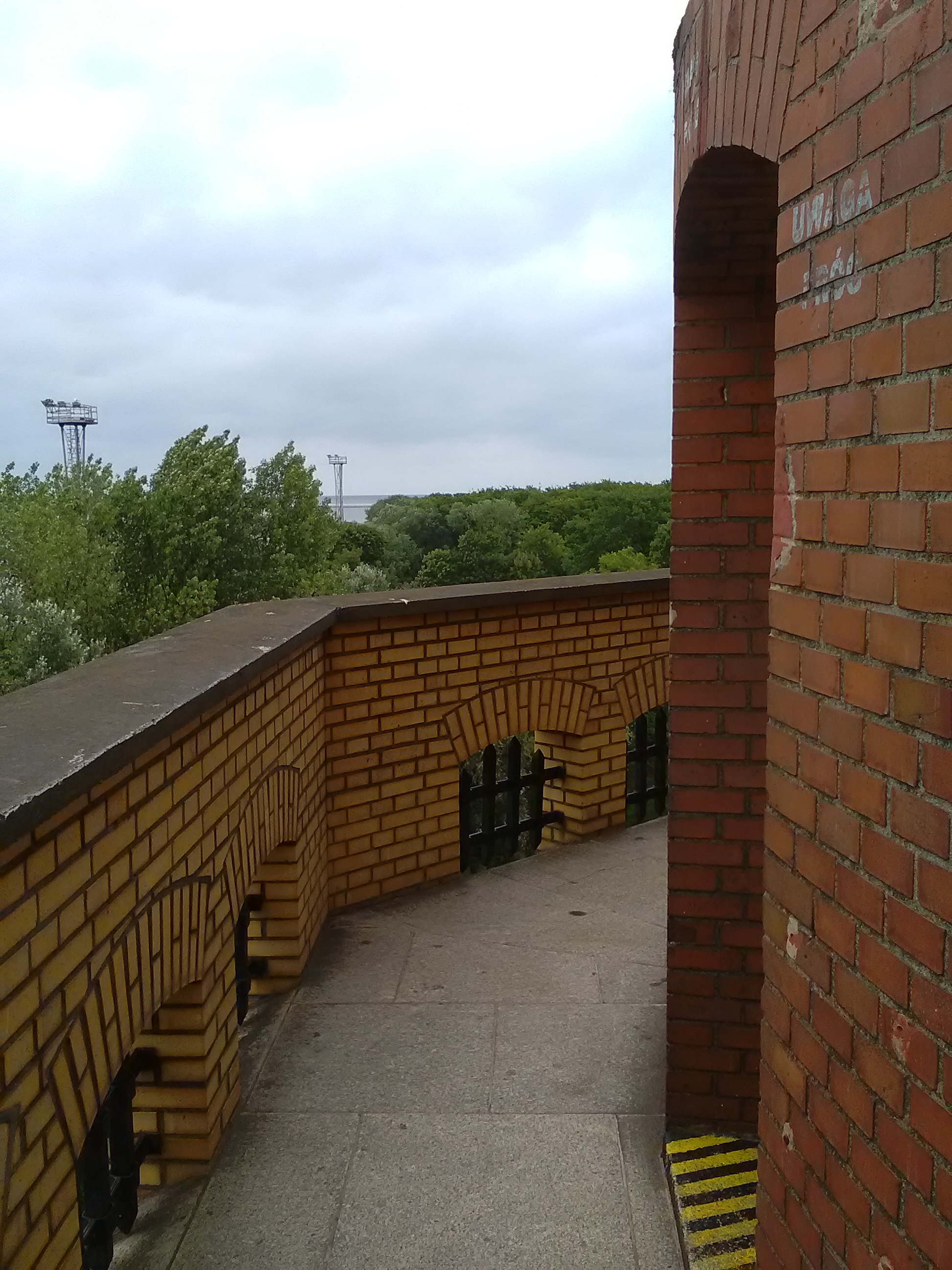
Ochoz na osmiboké základně
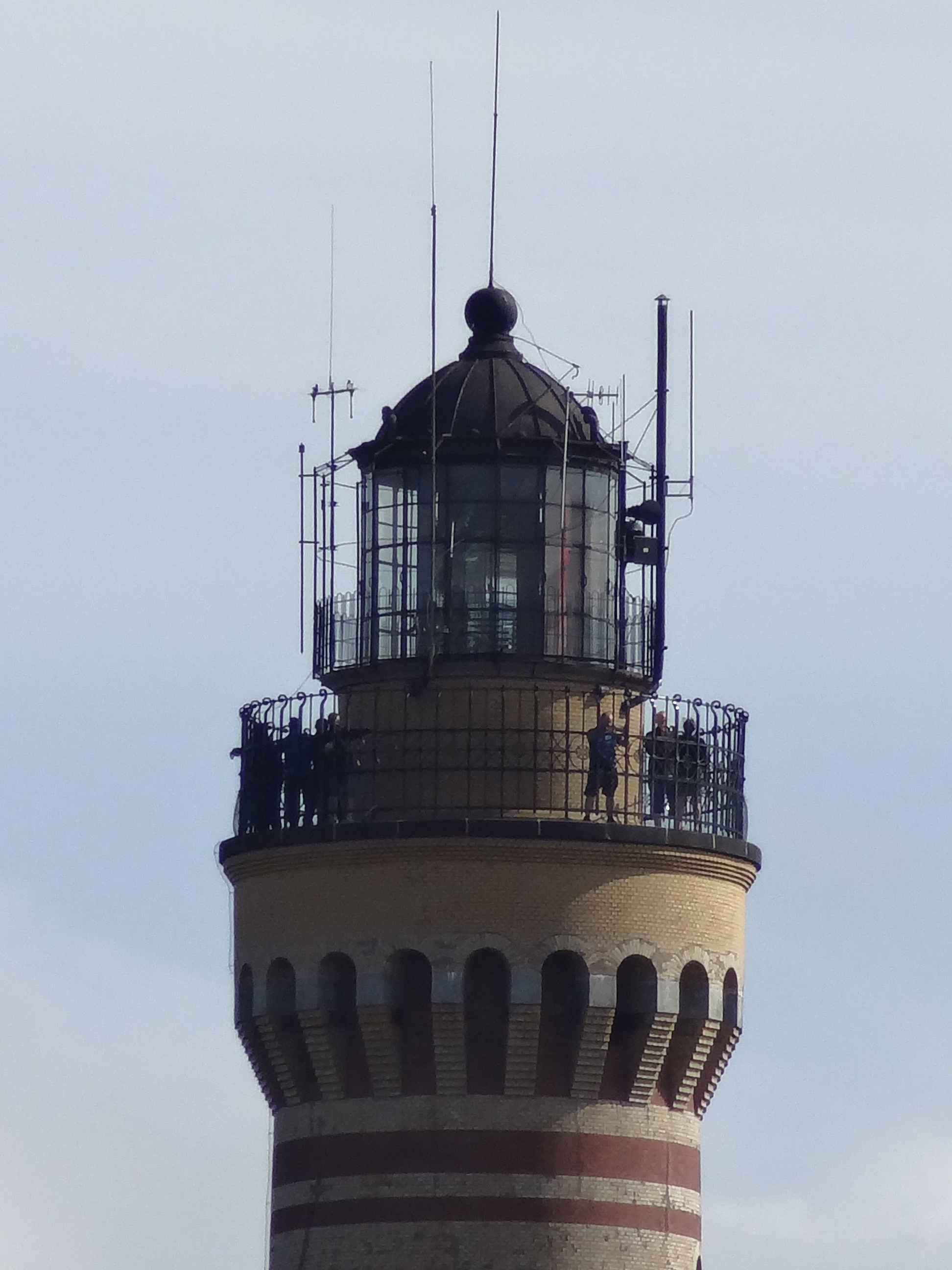
Ochoz s lucernou
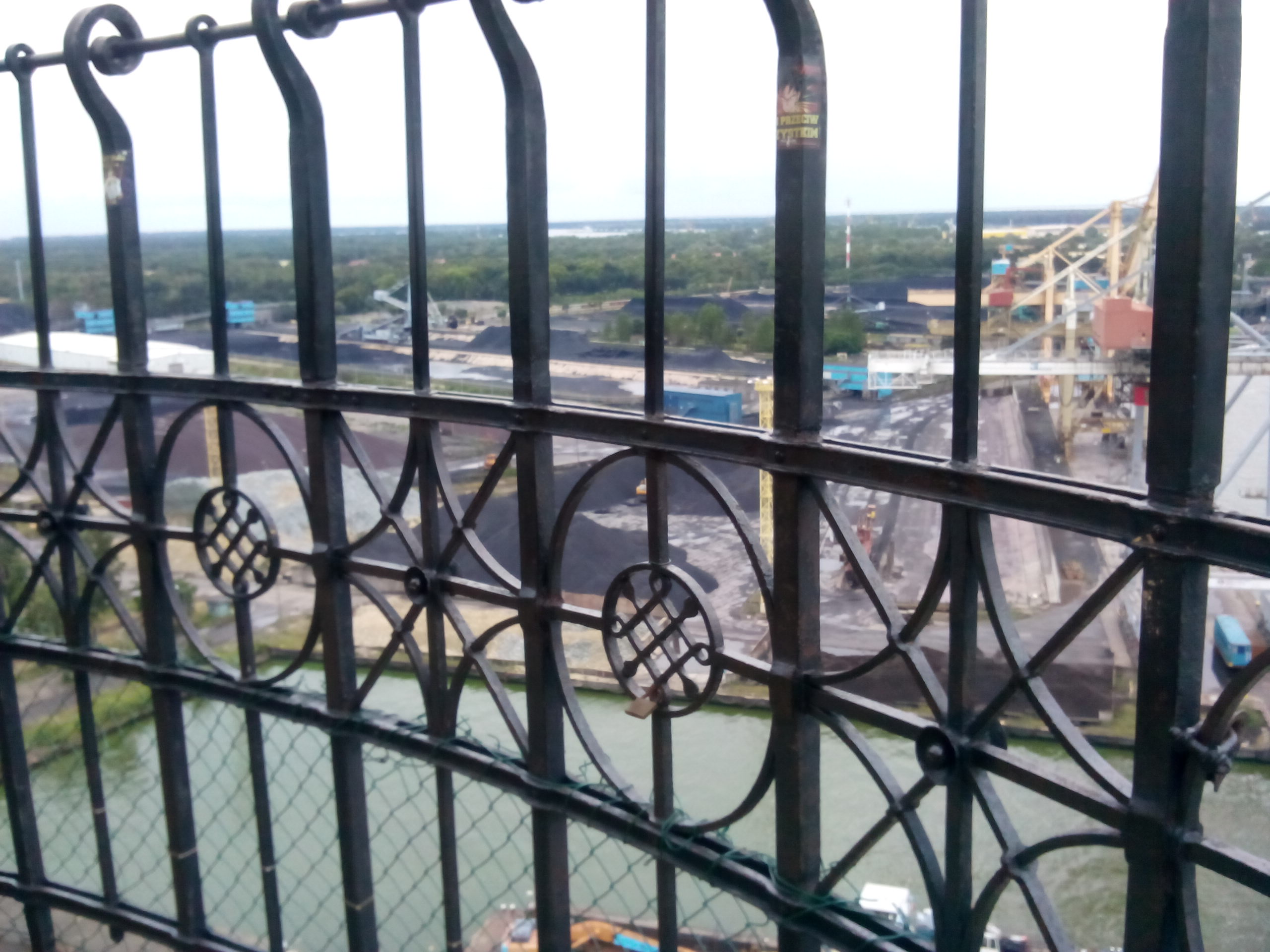
Ochoz na věži, zábradlí
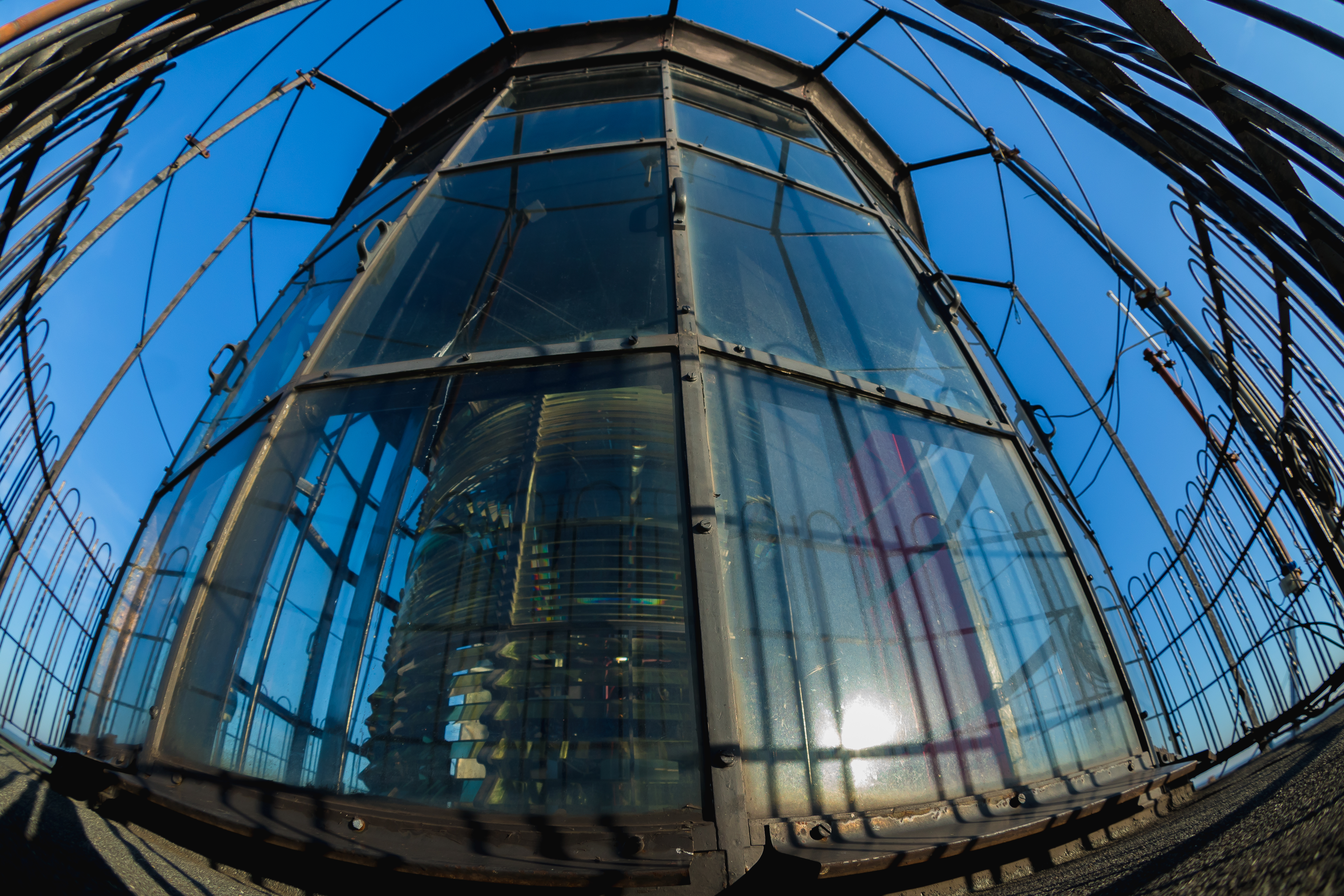
Lucerna s optikou
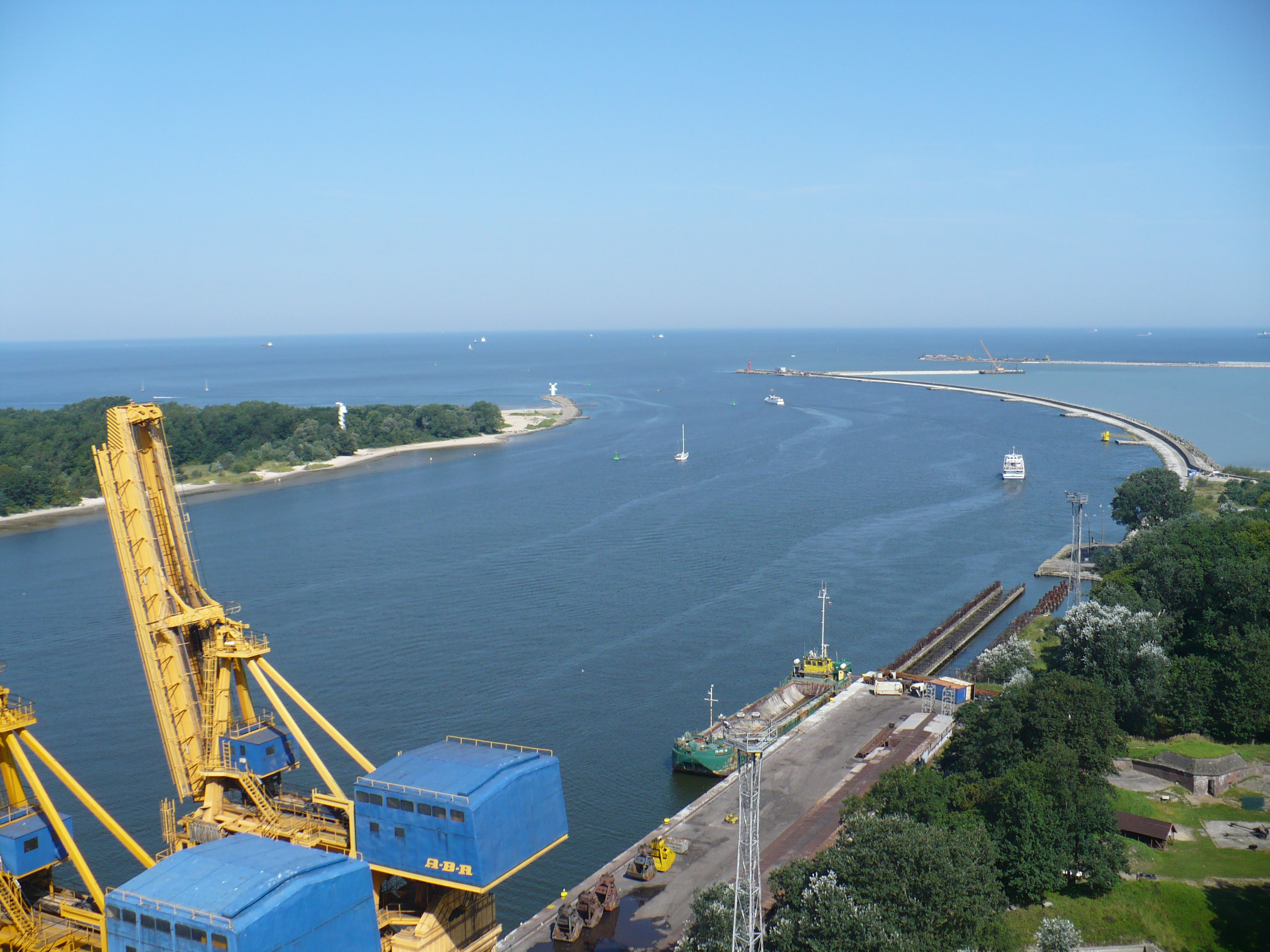
Pohled na ústí Sviny
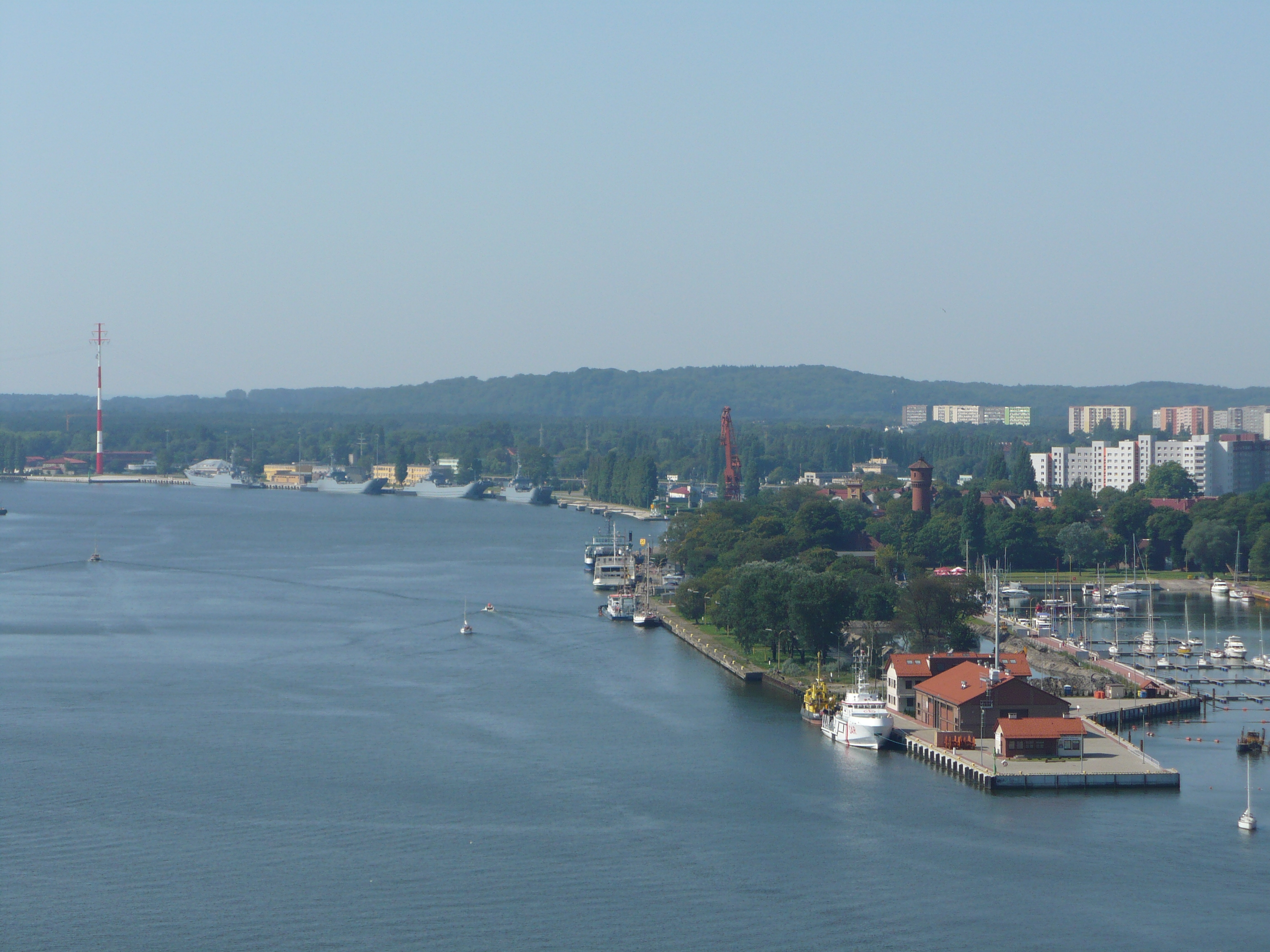
Pohled z majáku na vojenský přístav ve Svinoústí